# 海蔵寺 (土浦市)
海蔵寺（かいぞうじ）は、茨城県土浦市沖宿町にある曹洞宗の寺院。山号は宝珠山。

## 由緒
常陸小田氏9代目当主とされる、小田治朝が菩提寺として建立したとされる。応永年間（1394年 - 1427年）に創建されており、創建当時は現在の境内の背後にある台地上にあった。文禄年間（1592年 - 1595年）に現在地に移転した。創建時の宗派は明らかになっていない。
移転前の境内の場所は、当寺が管理する墓地となっており、開基である小田治朝の墓所もある。治朝の戒名は「海蔵寺殿義山尊玄大居士」。

## 文化財

### 県指定文化財
大般若波羅密多経
元は巻物の教本で601巻あった。それを江戸時代に織本仕立てにした。その後一部が散逸し、現在は391帖が残っている。あとがきに「承安五年」（1175年）とある。もとは沖宿町内の「鹿島神社」にありそこから「神宮寺」に移されたが、廃寺となったため当寺に移されたとされている。
木造 阿弥陀如来坐像
制作時期は鎌倉時代、頭部補修前の像高は70.1 cm。頭部の肉髻（にっけい）が欠けていたが近年補修が進み、像高は高くなっている。彫は深い運慶様式。

### 市指定文化財
小田治朝の墓所
前述の、当寺開基の小田治朝の墓所。